# ジョン・W・スティーブンソン
ジョン・ホワイト・スティーブンソン（英: John White Stevenson、1812年5月4日 - 1886年8月10日）は、19世紀アメリカ合衆国の政治家、弁護士であり、第25代ケンタッキー州知事を務めた。またケンタッキー州選出のアメリカ合衆国議会両院の議員も務めた。父はアメリカ合衆国下院議長を務め、外交官でもあったアンドリュー・スティーブンソンだった。1832年にバージニア大学を卒業し、従兄弟であるウィロビー・ニュートン（アメリカ合衆国下院議員）の下で法律を学んだ。ミシシッピ州で短期間法律実務を行った後、ケンタッキー州コビントンに移り、郡検察官に選出された。ケンタッキー州議会下院議員を務めた後、1849年には州の第3回憲法制定会議代議員に選ばれ、法典を改定する3人の委員の1人になり、その任務を1854年に終えた。民主党員としてアメリカ合衆国下院議員に2期連続で選ばれ、このとき南北戦争を回避するための妥協案幾つかを支持し、それが失敗したことについて急進派共和党を攻撃した。
1861年、下院議員の再選に失敗した後、アメリカ連合国の同調者だったスティーブンソンは、戦争の間には公的生活から離れていた。他の多くの南軍同調者が投獄されたが、スティーブンソンは免れることができた。1867年、ジョン・L・ヘルムが州知事に、スティーブンソンが副知事に選ばれて5日後、ヘルムが死に、スティーブンソンが知事代行になった。スティーブンソンは1868年にあった特別選挙でも勝利し、ヘルムの残された任期を全うした。知事としてのスティーブンソンは、州の事情と考えることに連邦政府が干渉するのに反対したが、黒人に新しく与えられた権利は守られるべきであるとし、州内で起きた戦後の暴力沙汰は民兵を動員して鎮めた。財政的には保守的だったが、教育に資する新税を提案し、州の教育局を新設した。
1871年、アメリカ合衆国上院議員選挙で、現職のトマス・マクリアリーが、ケンタッキー州民の大半に憎まれているスティーブン・G・バーブリッジを連邦政府の役職に指名されるのを支持したと批判した後で、マクリアリーを破って当選した。上院では、内国改良に反対し、アメリカ合衆国憲法の厳格な解釈を行う者達を擁護した。憲法で認められている権限を拡大しようという動きに抵抗した。1873年後半からは、上院民主党議員団の初代会長（後に院内総務と呼ばれた）を務めた。1877年の任期あけには再選を求めず、法律実務に戻って、ウィリアム・ゴーベル（後のケンタッキー州知事）との共同経営を始めた。1880年民主党全国大会では議長を務め、1884年にはアメリカ法曹協会会長に選ばれた。1886年8月10日、スティーブンソンは死に、オハイオ州シンシナティのスプリング・グローブ墓地に埋葬された。

## 初期の経歴と家族
ジョン・ホワイト・スティーブンソンは1812年5月4日にバージニア州リッチモンドで生まれた。父はアンドリュー・スティーブンソン、母はペイジ（旧姓ホワイト）であり、その唯一の子供だった。母はアメリカ独立宣言に署名したカーター・ブラクストンの孫だった。母はスティーブンソンが子供の時に死んだ。母方の祖父母、ジョンとジュディスのホワイト夫妻の元に送られ、11歳まで過ごした。その間に父は再婚した。父はバージニア州の著名な弁護士であり、スティーブンソンがまだ子供の間に政界でも名を成すに至った。アメリカ合衆国下院議員に選ばれ、後には同議長を務め、さらに後にはマーティン・ヴァン・ビューレン大統領からセントジェイムズ宮廷特命全権公使（現在の駐英アメリカ合衆国大使）に指名された。この職にあるときに、奴隷制度擁護の立場から多くの議論に巻き込まれることになった。父がそういう地位にあったので、少年のスティーブンソンはトーマス・ジェファーソンやジェームズ・マディソンと会ったことがあった。
スティーブンソンはバージニア州とワシントンD.C.で個人家庭教師に教育を受けた。父が議員を務めていたのでワシントンD.C.に住む機会が多かった。1828年、14歳でハンプデン・シドニー・アカデミー（現在のハンプデン・シドニー・カレッジ）に入学した。2年後にはバージニア大学に転入し、1832年に卒業した。卒業後は従兄弟のウィロビー・ニュートンと共に法律を勉強した。ニュートンは後にアメリカ合衆国下院議員を務めた。1839年、スティーブンソンはバージニア州で法廷弁護士として認められた。
スティーブンソンはマディソンの助言に従って、西部に入植することにした。馬で西部のフロンティアを抜けてミシシッピ川に達し、ヴィックスバーグに入った。当時のヴィックスバーグは小さな開拓地であり、満足できるような量の仕事は得られなかったので、1840年にケンタッキー州コビントンまで戻ることにし、1841年にそこを恒久的な居所とした。コビントンでは、地域の尊敬される弁護士ジェファーソン・フェルプスと共同で法律事務所を始めた。この共同事業はフェルプスが死んだ1843年まで続いた。
スティーブンソンは敬虔な米国聖公会員であり、宗派の会議に出席することも多かった。1842年11月24日にはコビントンでトリニティ・エピスコパル教会の教区役員に選ばれた。1843年、スティーブンソンはケンタッキー州ニューポート出身のシベラ・ウィンストンと結婚した。この夫妻には5人の子供が生まれた。すなわち、サリー・C・コルストン、メアリー・W・コルストン、ジュディス・W・ウィンスロー、サミュエル・W・スティーブンソン、ジョン・W・スティーブンソンだった。

## 政歴
スティーブンソンはコビントンに来てから間もなく、ケントン郡の検察官に選出された。1844年民主党全国大会には代議員に選ばれ、翌年にはケントン郡からケンタッキー州下院議員に選出された。1846年と1848年にも再選された。1849年、ケンタッキー州の第3代憲法を策定することになる州憲法制定会議の代議員に選ばれた。1850年、スティーブンソンとマディソン・C・ジョンソン、ジェイムズ・ハーランが、ケンタッキー州の民法と刑法典を改訂する委員に指名された。その作品である『民事と刑事事件の手続き法典』は1854年に出版された。1848年、1852年さらに1856年の民主党全国大会でもケンタッキー州代議員の1人を務め、1852年と1856年には大統領選挙人になった。

### アメリカ合衆国下院議員
1857年、スティーブンソンはアメリカ合衆国下院議員に選出され、連続して2期務めた。その任期にある間に、選挙委員会の委員を務めた。カンザス州がアメリカ合衆国に加盟する際にはルコンプトン憲法の下に認めることに賛成した。

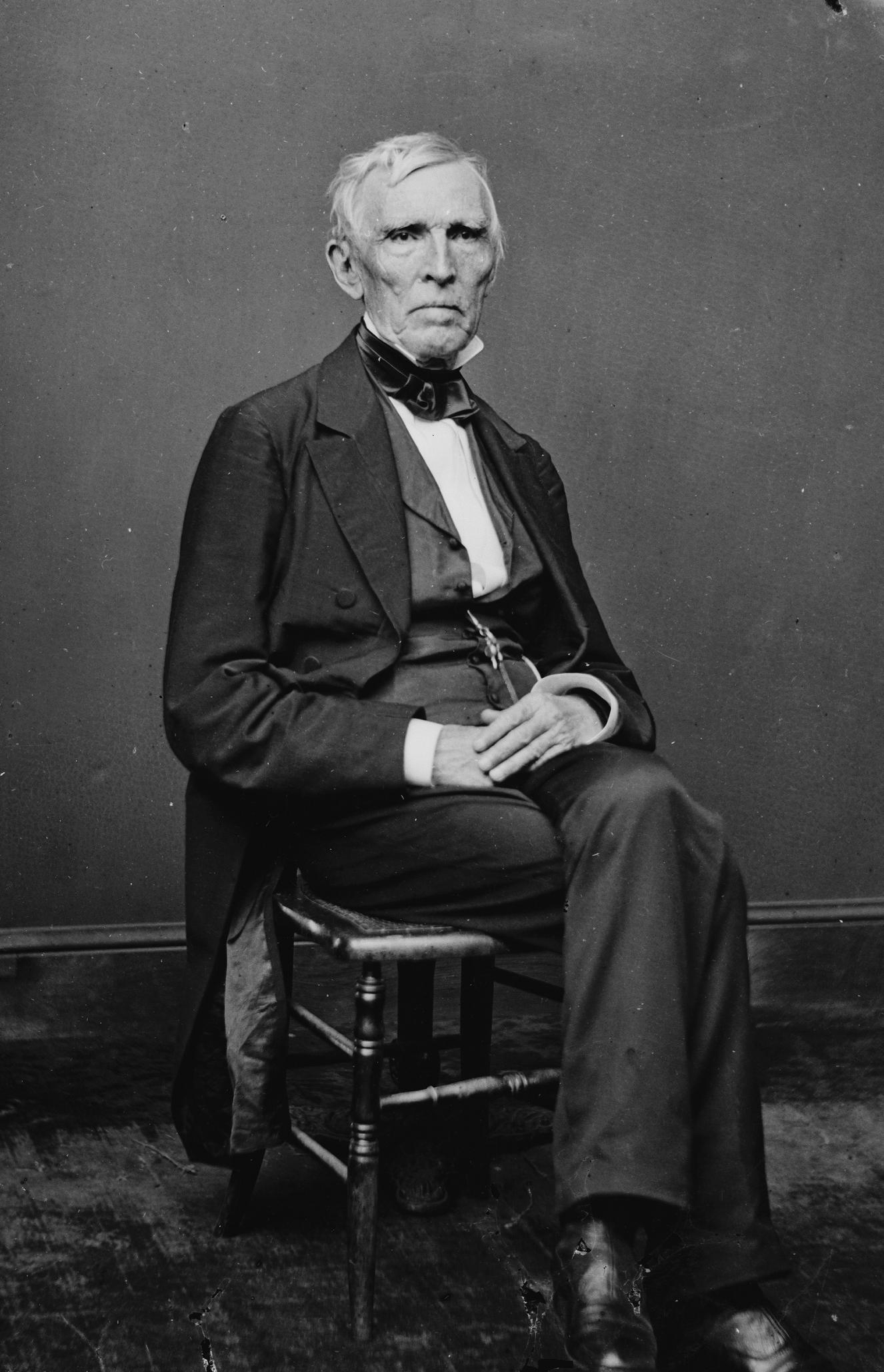
ジョン・クリッテンデン、スティーブンソンが提唱した妥協案を提案した

スティーブンソンは多くのケンタッキー州民と同様に、差し迫った南北戦争では南部州の立場に同調的だったが、党派対立の解決手段としての脱退には反対だった。1860年アメリカ合衆国大統領選挙では、親友であるジョン・ブレッキンリッジを支持した。南北戦争の回避を望んだので、ケンタッキー州の僚友であるジョン・クリッテンデンが起草したクリッテンデン妥協案など幾つかの妥協案の受容を提唱した。それら妥協案が失敗したことで、自分達の要求に固執した急進派共和党を非難し、1861年1月30日の演説で公然と彼等を批判した。「アメリカ伝記の事典」は下院におけるスティーブンソンの演説の中でも最も目に付いたとしている。
1861年、三選を求めたスティーブンソンは落選した。1865年4月まで続いた戦争の間、多くの南軍同調者が投獄されたが、それを避けるために公的生活から離れていた。戦後の1865年に、フィラデルフィアで開催された全国統一党の大会で代議員となった。アンドリュー・ジョンソン大統領のレコンストラクション政策は支持した。

### ケンタッキー州知事

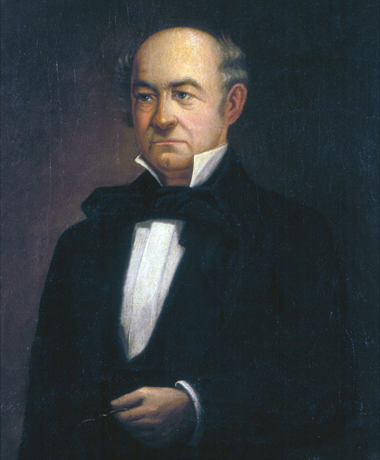
ジョン・L・ヘルム知事、ヘルムの急死によりスティーブンソンが知事に昇格した

1867年2月22日にフランクフォートで開催されたケンタッキー州民主党大会は、元アメリカ連合国支持者が支配した。南軍の故ベンジャミン・ハーディン・ヘルム将軍の父、ジョン・L・ヘルムが知事候補に、スティーブンソンが副知事候補に指名された。選挙では民主党の全候補者が当選した。スティーブンソンは88,222票を獲得し、対立候補のR・タービン・ベイカーは32,505票、H・テイラーは11,473票だった。南軍同調者ではなかった者で唯一当選したのが、ケンタッキー州第8選挙区選出下院議員のジョージ・マディソン・アダムズであり、民主党員ではあるが、元北軍兵だった。ヘルムは1867年9月3日にケンタッキー州エリザベスタウンの自宅で寝たまま就任宣誓を行った。その5日後、ヘルムが死亡し、スティーブンソンは9月13日に州知事に就任した。州知事として最初に行ったことのなかには、元北軍兵フランク・レーン・ウルフォードを州兵長官に、元南軍兵のファイエット・ヒューイットを主計総監に指名したことがあった。
ヘルムが就任から時間を置かず死亡したので、その残り期間に対する特別選挙が1968年8月に設定された。民主党は1968年2月22日にフランクフォートで大会を開き、スティーブンソンをヘルムの残り任期を満たす者として指名した。前年の副知事選挙でスティーブンソンの対抗馬だったR・タービン・ベイカーが共和党の知事候補になった。共和党は、その全国政党がジョンソン大統領を糾弾しており、ケンタッキー州の多くの郡では地方組織が無いなど多くの不利な点があった。スティーブンソンは演説者としては欠点があったが、選挙の結果は115,560票対26,605票というように圧倒的な票差で当選した。この当時、ケンタッキー州内であった選挙でこれほどの支持率を得た候補者は他にいなかった。

#### 公民権
戦後のケンタッキー州民主党は、保守的なバーボン民主党と進歩的な新出発民主党の2つの派閥に分かれていた。スティーブンソンは両派に譲歩しながら、中道の政治を進めた。元アメリカ連合国支持者に対して即座に全ての権利を回復させることを提唱し、アメリカ合衆国議会がアメリカ連合国に与した者をケンタッキー州からの代表に加えないようにしたことを非難した。州の権限の擁護者であり、州の主権を侵害していると見なす連邦政府の施策に抵抗し、提案されていたアメリカ合衆国憲法修正第15条を熱烈に批判した。スティーブンソンの指導に従い、州議会は修正第14条も同第15条も成立を拒否したが、合衆国憲法で規定される多数の州がその批准を行って憲法修正が成立した後は、スティーブンソンは概して黒人が新たに獲得した権利を妨げられないように主張した。しかし、州議会や各都市の役人が長期の居住期間規定を持ち出し、選挙区や市域の境を引き直し、特定選挙で黒人の投票を排除するように動いたときは、黙していた。州の奴隷制度擁護憲法を書き直し、戦後の現実に合わせるべく、1867年に議会に憲法制定会議招集を呼びかけていたが、これは完全に無視された。
スティーブンソンは、合衆国憲法の修正と立法で確保された黒人の権利が、それ以上に拡大されるような動きにはほとんど反対した。1866年公民権法は、黒人が連邦裁判所で白人に対して証言できる権利を保障したが、新出発民主党が州の裁判所でも黒人に白人に対する証言を認めるよう州法を修正すると主張した時に、これに反対し、1867年の州議会でその提案は否決された。その年の後半、ケンタッキー州控訴裁判所は公民権法を違憲であると宣言したが、連邦裁判所は間もなくその判断を否決した。バーボン民主党がアメリカ合衆国最高裁判所に対してその判断に対する上告を行い、スティーブンソンもそれを支持した。しかし1871年までに考え方を変え、黒人の証言する権利を支持するようになった。このスティーブンソンの支持があったにも拘わらず、黒人の証言権は1871年の州議会でも否決されたが、翌年、スティーブンソンが知事職を離れた後に成立した。
1870年の選挙ではケンタッキー州が黒人の投票権を認めた最初の州となり、スティーブンソンは、黒人に対する暴力が認められることのないように警告した。如何なる事件も抑えられるよう地方警察に依存したが、選挙に絡む暴力の実行者逮捕には報償を与えることを提案した。武器を秘匿して携行することを犯罪とするよう推奨もした。州議会はその要請された法を1871年3月22日に成立させた。その法は初犯にたいして軽い科料を規定したが、再犯を防ぐために繰り返された違反には科料が急に増えるようにされていた。

#### 州の事情
スティーブンソンは議会に与えた最初の演説で、州都をフランクフォートのままとするか、あるいはレキシントンかルイビルに移すかを議会が最終的に判断するよう求めた。遷都はそれを望む者がいた。その演説では州都をフランクフォートのままとするのを望んでいることが明らかだったが、既存の州会議事堂ビルは州財務官や監査官の事務所を収用する余裕が無く、追加スペースが必要になることも述べていた。州都にはより空間があり、より壮大なものにするものを追加する案を描いていた。その拡大の費用を捻出するために、財政について保守的なスティーブンソンは、南北戦争でケンタッキー州が負った費用を連邦政府が支払うよう圧力を掛けた。スティーブンソンの任期が明けるまでに、ケンタッキー州はその請求で150万ドル以上を集めた。しかし州議会はスティーブンソンの州都拡張計画を無視し、議事堂の隣に別の行政ビルを建設することで応じた。
スティーブンソンは、州の歳出が増えていたので、その状態を注意深く精査することも提唱した。州債を使う短期負債発行を止めるよう提案した。しかし、学校の人種分離に資する課税に賛成であり、1870年には州の教育局創設に貢献した。黒人の大半はそこそこの価値ある資産を持っていなかったので、新税はその教育制度を支援するだけの歳入をほとんど生まなかった。州議会は、州内への移民を加速するために州の移民統計局創設の提案を、1870年に拒否した。スティーブンソンは議会を説得して、少年犯罪者に対する矯正ハウスの設立など、州の刑罰と慈善団体に関する改善を行うことに成功した。
地方の警察が民衆を守る任務に失敗したと考える人々が、例えば自分達を「レギュレーター」（規制者）と呼んで自警団を結成するような場合におきやすい暴徒の暴力は、スティーブンソンが知事であった時代に進行した問題だった。1867年9月スティーブンソンは、全ての州民に警察に従うよう促し、全ての自警団組織は解散するよう命令した。10月1日、自らを「ロージーの部隊」と称する集団がマリオン郡で、反レギュレーター暴動を始めた。スティーブンソンは州兵長官フランク・レーン・ウルフォードをマリオン郡に派遣し、必要ならば民兵隊を使って暴力沙汰を鎮めることを認めた。ウルフォードは民兵3個中隊を招集して、「ロージーの部隊」を鎮圧し、さらにはボイル郡でも別の暴動を抑えた。10月下旬、スティーブンソンはマーサー郡に州民兵隊を派遣し、さらに1869年にはボイル郡、ゲアリド郡、リンカーン郡にも送った。スティーブンソンは「どのような口実であろうとも、徒党を組んで民衆に対する暴力により、法を足で踏みにじるような者を逮捕し、正義を示すために必要となる場合はいつでも、軍隊を派遣することに躊躇しない」と宣言した。

### アメリカ合衆国上院議員
| トマス・マクリアリー |  | トマス・ローレンス・ジョーンズ |
| トマス・マクリアリー |  | トマス・ローレンス・ジョーンズ |

スティーブンソンは、1869年後半からケンタッキー州選出のアメリカ合衆国上院議員トマス・マクリアリーと同下院議員トマス・ローレンス・ジョーンズについて、ユリシーズ・グラント大統領が元北軍の将軍スティーブン・バーブリッジを連邦政府の歳入に関わる役職に指名したことを支持したとして攻撃を始めた。バーブリッジは北ケンタッキー州生まれだったが、南北戦争の時に黒人部隊を指揮し、州内で南軍ゲリラを抑圧するよう具体的命令をうけたという過去があった。ケンタッキー州議会は1863年と1864年に戦争犯罪容疑でバーブリッジを裁判に掛けようとした。歴史家のE・マートン・クールターはバーブリッジについて、「ケンタッキー州民は容赦なく彼を追求し、全州民の憎しみの対象とし、倦むことなくその動きを続けたので、最終的には彼のために弁護の声を上げる友人は、州内に一人も残っていない状態にまでなった。」と記していた。スティーブンソンのマクリアリーとジョーンズに対する攻撃は、1870年にマクリアリーの上院議員任期が明ける時に先んじて両人の信用を落とすように仕組まれていた可能性がある。マクリアリーはスティーブンソンの告発を活発に否定し、最後は決闘まで挑んだ。スティーブンソンはキリスト教徒としての信仰を挙げて、その挑戦を斥けた。州議会は1869年12月にマクリアリーの後任を選ぶために会合を開き、5回目の投票で、次の6年間任期のためにスティーブンソンを選んだ。スティーブンソンは上院議員になるために、連邦議会が開会される3月に先立つ1871年2月13日に知事職を辞任した。
上院議員としてのスティーブンソンは保守的な頑固者であり、内国改良に予算を遣うことに断固として反対し、アメリカ合衆国憲法の厳格な解釈を要求した。仲間の上院議員には1871年公民権法に反対するよう奨励し、その規定では、暴力沙汰が最高行政官に独裁者の権限を与えるまでの状態になったと考える場合に、大統領が「人身保護令状」の発行を差し止められることになると主張していた。フィラデルフィアで開催される建国100周年博覧会の資金に連邦予算を充てることにも反対した。これは合衆国憲法の下で議会がそのような権限を与えられていないというのが根拠だった。
1872年民主党全国大会でスティーブンソンは、副大統領の候補指名のときにデラウェア州代議員の6票を得たが、ベンジャミン・グラッツ・ブラウンが最終的に指名された。1873年2月、副大統領のスカイラー・コルファクスが、ニューハンプシャー州選出アメリカ合衆国上院議員ジェイムズ・W・パターソンについて、クレディット・モビリア・オブ・アメリカのスキャンダルへの関与を調査するモリル委員会5人の1人に、スティーブンソンを指名した。スティーブンソンと仲間の上院議員ジョン・P・ストックトン（ニュージャージー州選出）はどちらも、委員指名の辞退を申し出たが、上院はその要請を認めなかった。1873年2月27日、委員会はパターソンを上院から除名することを推薦したが、それについて何もしないまま議会は3月4日に休会になった。パターソンの任期はその会期の終わりに明けることになり、再選されず、その事件は未解決のままに処された。
1873年12月から任期の明ける1877年まで、スティーブンソンは一般に上院少数民主党の議長（後の院内総務）と認められていた。その職を務めた最初の者になった。議会の第44会期では革命的主張委員会の議長になった。任期終了時に再選を求めなかった。議論の多かった1876年アメリカ合衆国大統領選挙ではルイジアナ州ニューオーリンズに行った訪問政治家の1人であり、ルイジアナ州で選挙は公正に行われたと結論づけた。

## 晩年と死
スティーブンソンは上院議員を辞めた後、コビントンでの法律実務に戻った。さらにシンシナティ大学法学校で刑法と契約を教える地位を引き受けた。政治に対する興味を失わず、1879年にルイビルで開催された民主党州大会、および1880年にオハイオ州シンシナティで開催された民主党全国大会では議長を務めた。
1883年、アメリカ法曹協会が二重連邦主義について研究を始めた。スティーブンソンは、二重連邦主義の提唱者と特定していたジェームズ・マディソンと個人的面識があったので、協会の年次総会でその主題に関する講演を行った。マディソンは主権国として州の権利を強く信じ、「州に保有された権利を連邦議会の違憲行為により侵害することへの救済策」として、最高裁判所への控訴を見なしたと主張した。同年、スティーブンソンは協会の会長に選出され、その講演録が出版された。協会員のリチャード・ボーは、1885年の州と連邦議会に関するスティーブンソンの会長報告を、「その専門にある者にとって最も興味あり価値がある」と表現していた。
スティーブンソンの晩年にその下で法律を勉強した者の中には、後のアメリカ合衆国財務長官ジョン・G・カーライルや、後のケンタッキー州知事ウィリアム・ゴーベルがいた。ゴーベルはスティーブンソンの法律実務共同経営者にもなり、また遺言執行人を務めた。
1886年8月初旬、スティーブンソンはテネシー州スワニーに旅し、スワニー大学開校式に出席した。その時に急病となり、急ぎコビントンに帰郷し、8月10日に亡くなった。シンシナティのスプリンググローブ墓地に埋葬された。

## 原註
1. ↑  Morton gives both Mary and John Stevenson's middle initials as "D." instead of "W." She also omits Samuel W. Stevenson from the list of children, including instead Andrew Stevenson of Philadelphia, Pennsylvania. She later writes that Stevenson was survived by six children, despite having previously listed only five names. Vaux (p. 14) lists sons Andrew and John, although he states that Andrew lives in Montana. Vaux also mentions three unnamed daughters.